# Shergottiet

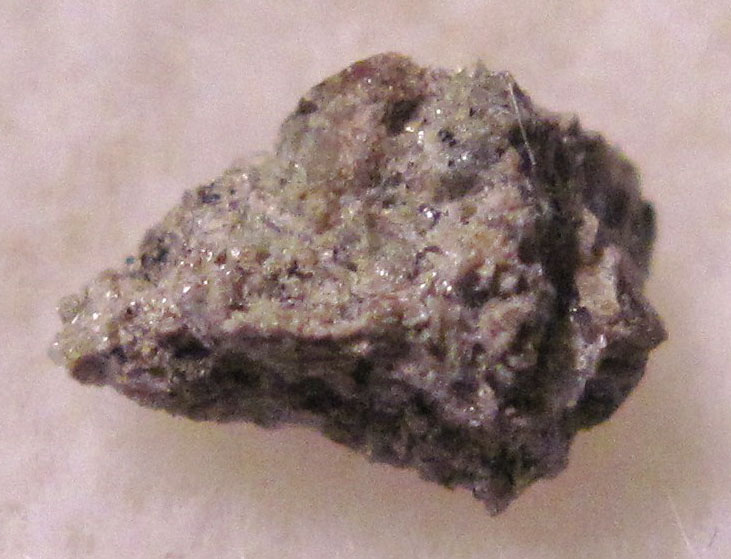
De Shergotty-meteoriet

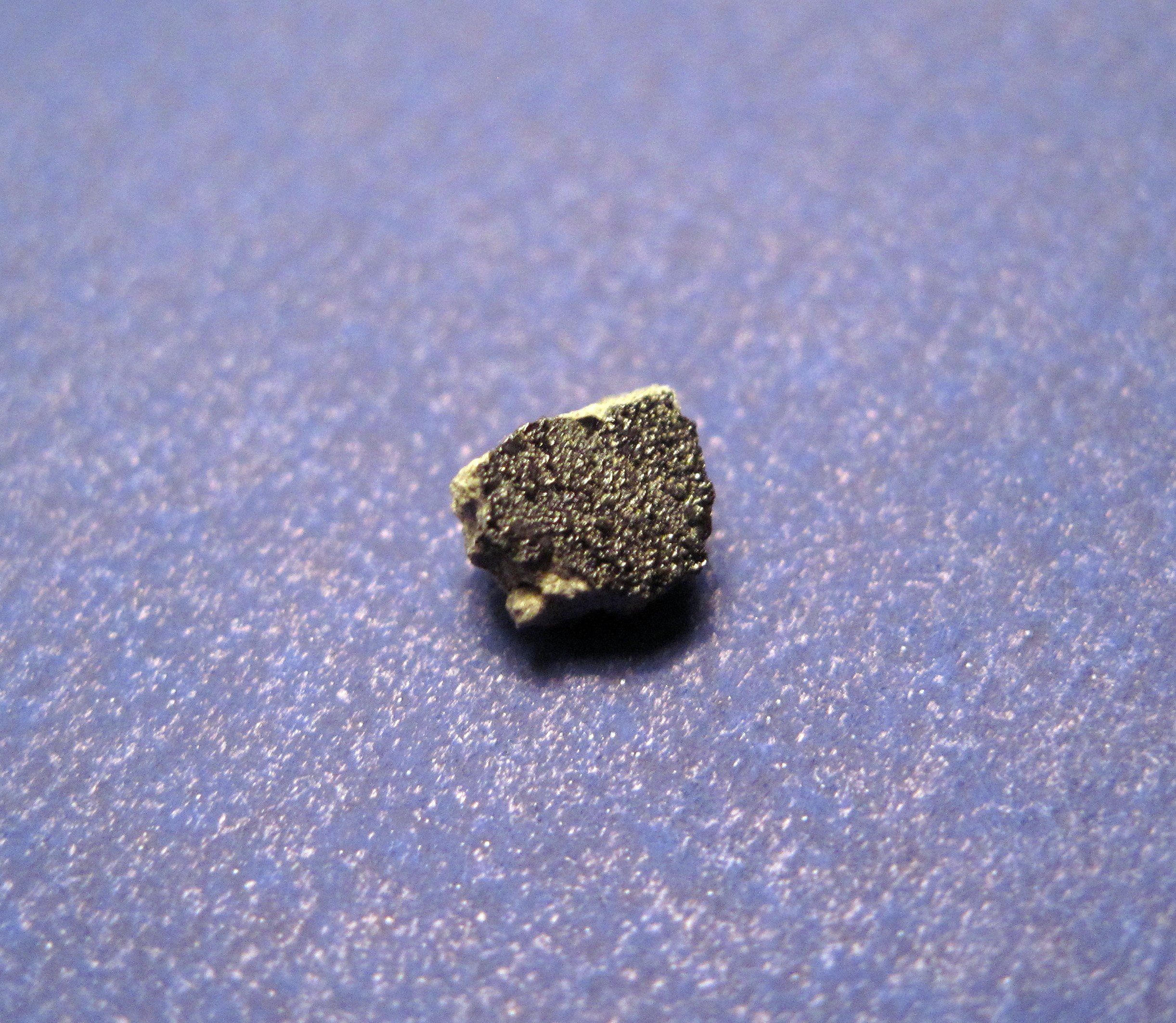
Fragment van de Tissint-meteoriet, een shergottiet die op 18 juli 2011 neerviel nabij Tissint (Marokko)

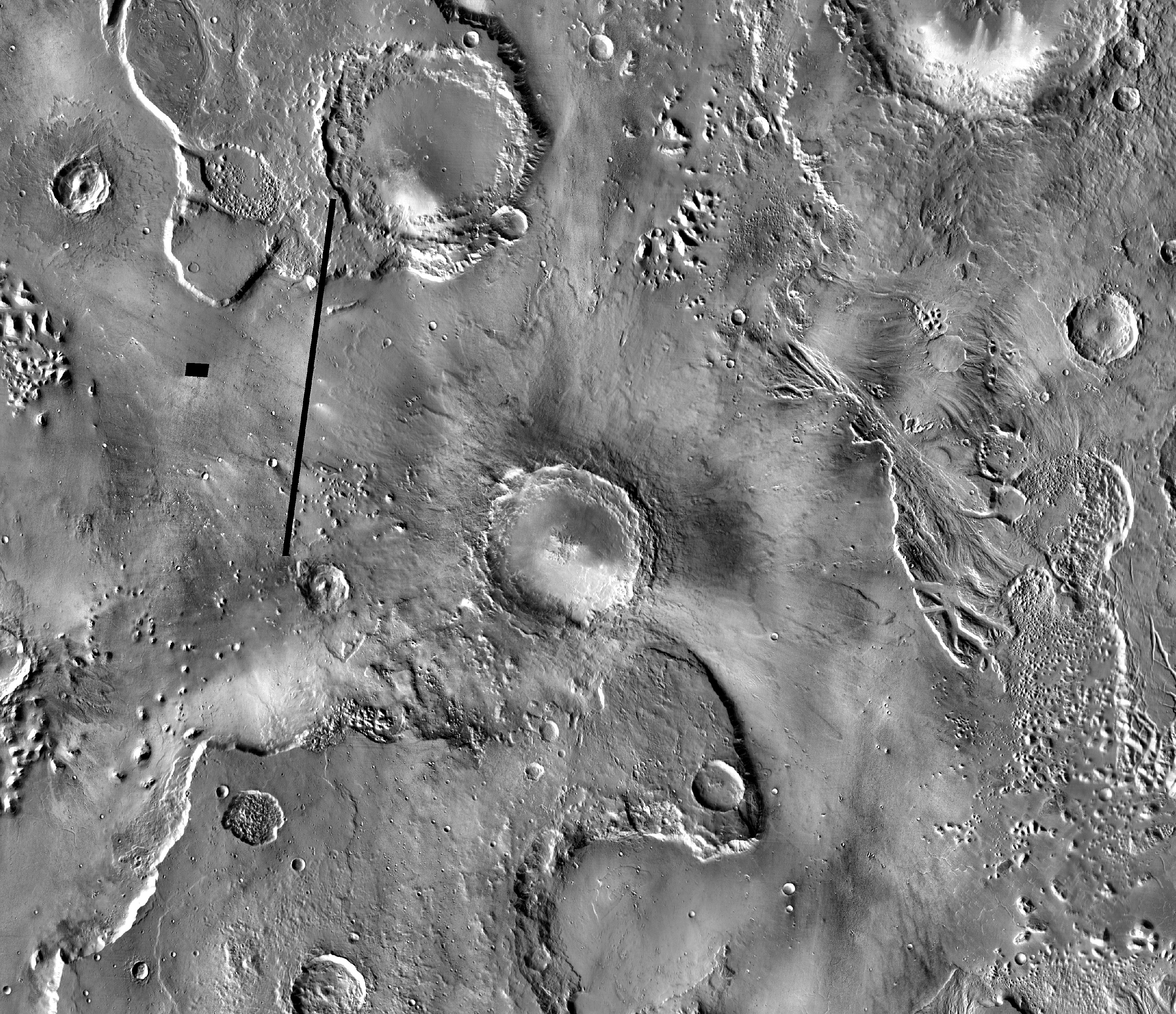
De Mojave-krater op Mars (midden), mogelijke bron van shergottieten

Met shergottiet wordt een klasse van zeldzame meteorieten aangeduid, afkomstig van de planeet Mars. Ze zijn genoemd naar de plaats Shergotty (nu Sherghati) in de Indiase staat Bihar. Daar viel op 25 augustus 1865 een meteoriet van ongeveer 5 kilogram, die werd gevonden door de plaatselijke bevolking. De meteoriet bleek met ca. 4,1 miljard jaar relatief jong naar geologische maatstaven. Hij is uit vulkanisch magma ontstaan en bestaat grotendeels uit pyroxenen in een samenstelling die op aarde niet voorkomt. Deze meteoriet werd het prototype van de shergottieten in de classificering van Marsmeteorieten.
Ongeveer 80% van de ca. 150 gekende Marsmeteorieten zijn shergottieten. De anno 2015 meest recente shergottiet viel in de nacht van 18 juli 2011 nabij Tissint in de Marokkaanse provincie Tata. De eerste fragmenten ervan werden eind oktober gevonden. Dit maakt van deze meteoriet de Marsmeteoriet die het minst lang werd blootgesteld aan de invloed van de aardatmosfeer alvorens hij in het laboratorium is onderzocht.

## Samenstelling
Shergottieten zijn basalt en bestaan hoofdzakelijk uit olivijn, pyroxeen en plagioklaas. De samenstelling van de gasinsluitingen in de meteorieten komt overeen met die van de atmosfeer van Mars.

## Herkomst
Volgens Stephanie Werner en medewerkers van de universiteit van Oslo zouden de shergottieten afkomstig zijn van de Martiaanse krater Mojave, die ongeveer even oud is als de meteorieten. Andere wetenschappers betwijfelen echter de claim dat alle shergottieten uit dezelfde krater zouden komen, onder meer omwille van variaties in de minerale eigenschappen die suggereren dat ze uit verschillende kraters afkomstig zijn.

## Ouderdom
Er heerste lange tijd onduidelijkheid over de ouderdom van deze meteorieten. De schattingen liepen uiteen van meer dan 4 miljard jaar tot een paar honderd miljoen jaar. In 2013 concludeerden Desmond Moser en zijn collega's na analyse van de shergottiet Northwest Africa 5298, gevonden in 2008, dat het gesteente 187±33 miljoen jaar geleden uit lavastromen is gevormd. De impact die de meteoriet de ruimte in slingerde zou 20 à 24 miljoen jaar geleden plaatsgevonden hebben.